# Egidius Schneider

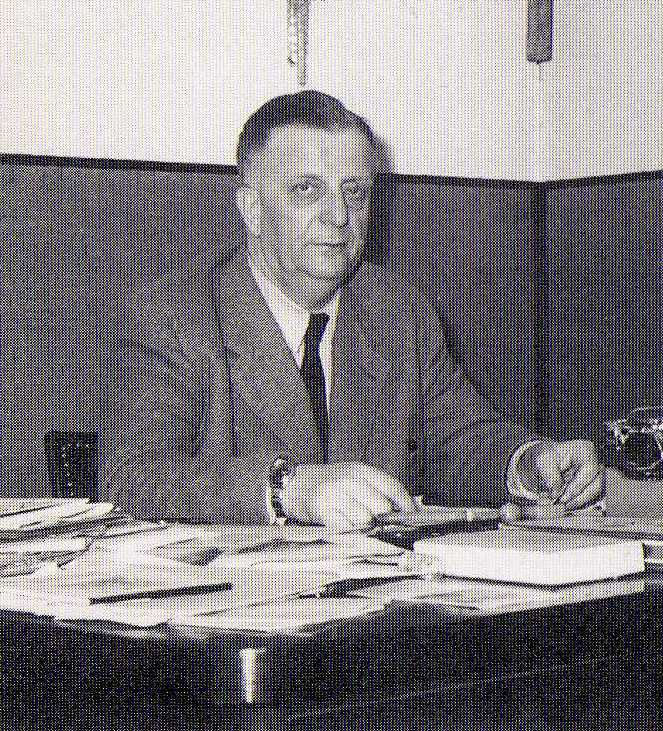
Dr. Egidius Schneider

Egidius Schneider (* 12. August 1893 in Vettelschoß, Kreis Neuwied; † 11. Januar 1958 in Königswinter), Dr. iur. (Rechts- und Staatswissenschaften), war ein deutscher Sozialreferent und Erwachsenenbildner.
Egidius Schneider leitete von 1918 bis 1933 das Dezernat Landwirtschaft beim Volksverein für das katholische Deutschland in Mönchengladbach. Nach dessen Auflösung durch die Nationalsozialisten ging er als Referent für Landcaritas und Brauchtum zum Caritasverband im Erzbistum Köln. Er unterstützte in dieser Position von den Nationalsozialisten Verfolgte und beriet sie in Fragen der Auswanderung.
1940 als Offizier eingezogen, arbeitete er im Stab des Admirals Canaris in der Spionageabwehr. Egidius Schneider nahm Kontakt mit der Widerstandsbewegung des Kreisauer Kreises auf. Nach dem Attentat auf Adolf Hitler 1944 wurde er des Hochverrats angeklagt und in Berlin-Plötzensee inhaftiert. Er entging jedoch der Hinrichtung und geriet in Kriegsgefangenschaft.
Nach der Rückkehr wurde er wieder im Erzbistum Köln aktiv. Als Diözesanreferent des Katholischen Männerwerks kümmerte er sich zunächst um Kriegsheimkehrer. Ab 1949 bemühte er sich um die Seelsorge in den ländlichen Gebieten des Erzbistums und wurde 1950 von Josef Kardinal Frings zum Leiter des Landvolkdienstes ernannt. Im selben Jahr gründete er in Füssenich bei Zülpich die Katholische Landvolkshochschule im Erzbistum Köln, die Kurse für Landwirte, Landfrauen und Verantwortliche im ländlichen  Raum durchführte, und übernahm die Leitung dieser Einrichtung, die 1952 nach Bad Honnef-Rhöndorf am Rhein verlegt wurde.
Egidius Schneider starb plötzlich während einer Bauernwerkwoche in Haus Marienhof bei Königswinter. Das Erzbistum benannte nach ihm die von ihm gegründete Landvolkshochschule „Egidius Schneider“.
In Vettelschoß ist eine Straße nach ihm benannt.